# Bjergsted
Bjergsted er en landsby med ca. 160 indbyggere, beliggende ca. 4 kilometer vest for Jyderup og ca. 12 kilometer øst for Kalundborg. Byen ligger i Kalundborg Kommune i Region Sjælland. Bebyggelsen ligger umiddelbart sydøst for en rundkørsel mellem Primærrute 23 og Bjergsted Byvej.
I den sydlige del af landsbyen ligger Bjergsted Kirke med en tilhørende kirkegård ved en udtørret sø og omgivet af Bjergsted Bakker. Den hvidkalkede kirkes skib og kor stammer muligvis fra 1100-tallet, mens våbenhus, tårn og kapel er kommet til i senmiddelalderen. Indvendigt er kirken præget af en restaurering i 1950, hvor den blandt andet fik et nyt alterbord. De ældste dele af den nu reducerede prædikestol stammer dog fra 1600-tallet. Desuden er der en romansk døbefont i granit. Orglet er til gengæld fra 1989. Kirken tilhørte tidligere Bjergsted Sogn, der imidlertid indgik i Bregninge-Bjergsted-Alleshave Sogn 1. januar 2020.
Ved kommunalreformen i 1970 indgik den hidtidige Bregninge-Bjergsted Kommune sammen med tre andre sognekommuner i Bjergsted Kommune, idet rådhuset dog lå i Svebølle. Ved strukturreformen i 2007 blev Bjergsted indlemmet i Kalundborg Kommune.